# Lokosphinx

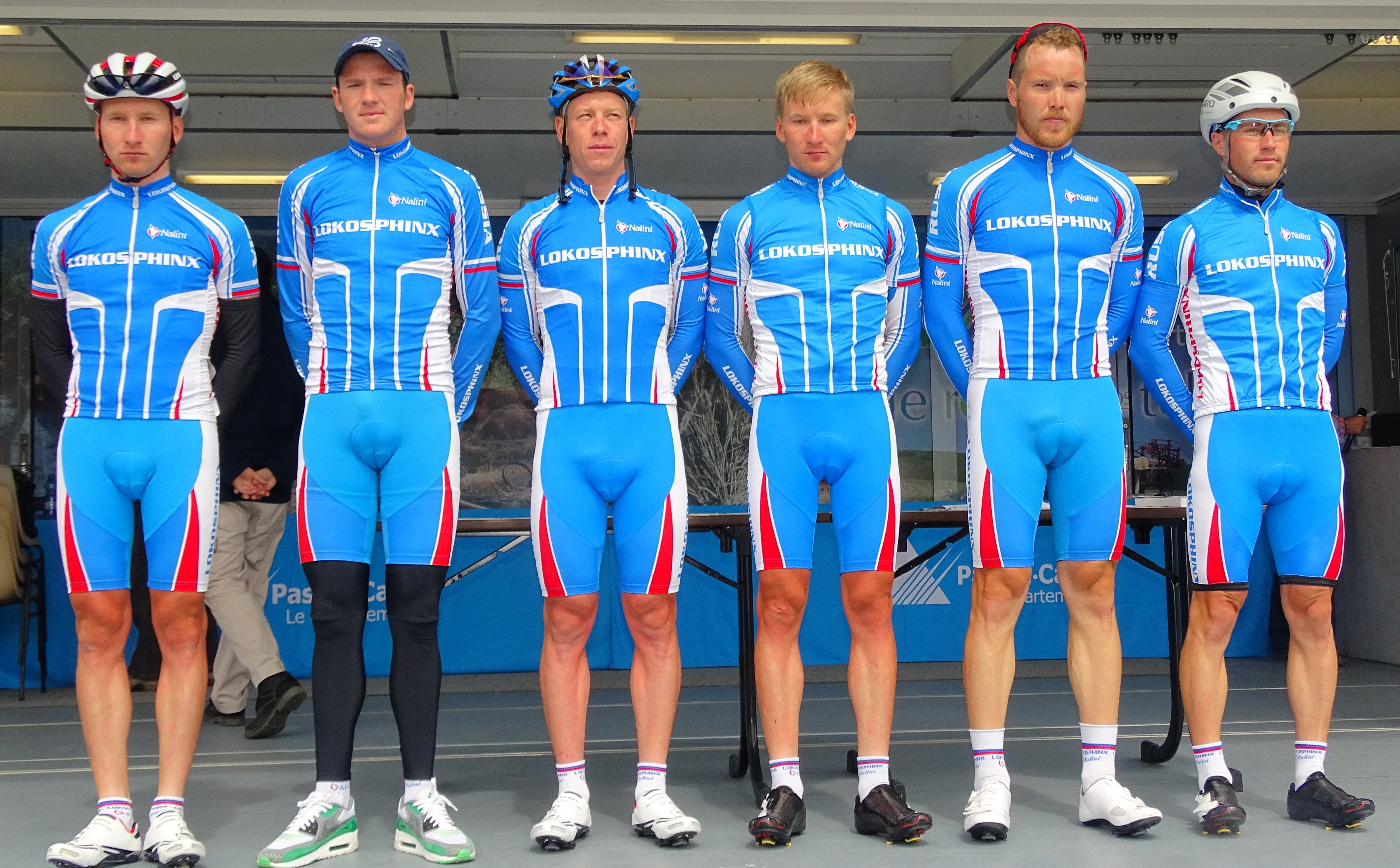
Team Lokosphinx anlässlich des Starts der zweiten Etappe der Paris-Arras Tour 2015 in Ficheux

Lokosphinx ist ein russisches Radsportteam mit Sitz in Sankt Petersburg, das auf der Straße und der Bahn aktiv ist.
Die Mannschaft des Veloklub Lokomotiv nahm 2005, 2009 und wieder mit Beginn der Saison 2012 bis 2021 als UCI Continental Team an den UCI Continental Circuits teil. Das Team ist außerdem seit der Saison 2007/08 als UCI Track Team registriert. Manager ist Alexander Kusnezow, der von dem Sportlichen Leiter Wladimir Kolossow unterstützt wird.

## Saison 2021

### Erfolge in den UCI Continental Circuits
| Datum    | Rennen                         | Kat. | Sieger        |
| -------- | ------------------------------ | ---- | ------------- |
| 11. Juni | 2. Etappe Five Rings of Moscow | 2.2  | Egor Igorshev |

## Saison 2019

### Erfolge in der UCI Asia Tour
| Datum         | Rennen                     | Kat. | Sieger            |
| ------------- | -------------------------- | ---- | ----------------- |
| 2. Oktober    | 1. Etappe Tour of Iran     | 2.1  | Aleksandr Smirnov |
| 4. Oktober    | 3. Etappe Tour of Iran     | 2.1  | Savva Novikov     |
| 2.–6. Oktober | Gesamtwertung Tour of Iran | 2.1  | Savva Novikov     |

### Erfolge in der UCI Europe Tour
| Datum         | Rennen                       | Kat. | Sieger        |
| ------------- | ---------------------------- | ---- | ------------- |
| 14. September | 4. Etappe Rumänien-Rundfahrt | 2.1  | Savva Novikov |

## Saison 2018

### Erfolge in der UCI Europe Tour
| Datum         | Rennen                                          | Kat. | Sieger                 |
| ------------- | ----------------------------------------------- | ---- | ---------------------- |
| 11. März      | Classica da Arrábida                            | 1.2  | Dmitri Strachow        |
| 15. März      | 2. Etappe Volta ao Alentejo                     | 2.2  | Dmitri Strachow        |
| 16. März      | 3. Etappe Volta ao Alentejo                     | 2.2  | Dmitri Strachow        |
| 13. April     | 1. Etappe Volta Internacional Cova da Beira     | 2.1  | Dmitri Strachow        |
| 13.–15. April | Gesamtwertung Volta Internacional Cova da Beira | 2.1  | Dmitri Strachow        |
| 27. April     | 1. Etappe Vuelta a Asturias                     | 2.1  | Dmitri Strachow        |
| 8. Juli       | Giro del Medio Brenta                           | 1.2  | Alexander Jewtuschenko |

## Saison 2017

### Erfolge in der UCI Europe Tour
| Datum    | Rennen                             | Kat. | Fahrer                 |
| -------- | ---------------------------------- | ---- | ---------------------- |
| 19. Mai  | 1. Etappe Vuelta a Castilla y León | 2.1  | Alexander Jewtuschenko |
| 2. Juni  | 1. Etappe Volta Cova da Beira      | 2.1  | Alexander Jewtuschenko |
| 16. Juli | Trofeo Matteotti                   | 1.1  | Sergei Schilow         |
| 25. Juli | Prueba Villafranca de Ordizia      | 1.1  | Sergei Schilow         |

### Mannschaft
| Teamkader 2017                    | Teamkader 2017   | Teamkader 2017 | Teamkader 2017              |
| Name                              | Geburtsdatum     | Land           | Vorheriges Team             |
| --------------------------------- | ---------------- | -------------- | --------------------------- |
| Alexander Jewtuschenko            | 30. Juni 1993    | Russland       | Gazprom-RusVelo (2016)      |
| Artem Samolenkov                  | 5. November 1993 | Russland       |                             |
| Sergei Schilow                    | 6. Februar 1988  | Russland       | Moscow (2009)               |
| Dmitri Anatoljewitsch Sokolow     | 19. März 1988    | Russland       | Katyusha Continental (2010) |
| Mamyr Stasch                      | 4. Mai 1993      | Russland       | Gazprom-RusVelo (2016)      |
| Dmitri Strachow                   | 17. Mai 1995     | Russland       |                             |
| Alexander Wdowin                  | 21. August 1993  | Russland       |                             |
| Sergei Wdowin                     | 21. August 1993  | Russland       | Lokosphinx amateur (2013)   |
| Vitalii Ivshin                    | 24. März 1997    | Russland       |                             |
| Aidar Sakarin (15. Jun.–31. Dez.) | 19. April 1994   | Russland       | Gazprom-RusVelo (2017)      |
|                                   |                  |                |                             |
| Quelle: ProCyclingStats           |                  |                |                             |

## Platzierungen in UCI-Ranglisten
UCI America Tour
| Saison    | Mannschaftswertung | Fahrerwertung             |
| --------- | ------------------ | ------------------------- |
| 2012-2013 | -                  | -                         |
| 2014      | 43.                | Kirill Sweschnikow (357.) |
| 2015      | 55.                | Kirill Sweschnikow (447.) |
| 2016      | -                  | -                         |

UCI Europe Tour
| Saison | Mannschaftswertung | Fahrerwertung            |
| ------ | ------------------ | ------------------------ |
| 2012   | 50.                | Jewgeni Schalunow (138.) |
| 2013   | 83.                | Sergei Schilow (380.)    |
| 2014   | 40.                | Sergei Schilow (133.)    |
| 2015   | 40.                | Jewgeni Schalunow (24.)  |
| 2016   | 62.                | Sergei Schilow (259.)    |